# Park Mi-geum
Park Mi-geum (kor. 박 미금, ur. 6 października 1955) – południowokoreańska siatkarka, medalistka igrzysk olimpijskich.

## Życiorys
Park wystąpiła na igrzyskach olimpijskich 1976 w Montrealu. Zagrała we wszystkich trzech meczach fazy grupowej, meczu półfinałowym oraz w wygranym pojedynku o trzecie miejsce z Węgierkami.